# گیمسا
گیمسا (انگلیسی: Gamesa) شرکت صنایع غذایی مکزیکی است، که در سال ۱۹۲۱ تأسیس شد.